# Garret Dillahunt
Garret Dillahunt, född 24 november 1964 i Castro Valley i Kalifornien, är en amerikansk skådespelare.
Dillahunt spelade under flera år teater på Broadway för att sedan söka sig till först TV- och sedan även filmproduktioner. Han har bland annat haft en roll i TV-serien Cityakuten och setts i filmerna No Country for Old Men (2007) och Winter's Bone (2010).
Han är gift med skådespelaren Michelle Hurd.

## Filmografi (i urval)
- 2001 – The Believer
- 2001 – Leap Years (TV-serie)
- 2003–2004 – En minut med Stan Hooper (TV-serie)
- 2004 – Deadwood (TV-serie)
- 2005–2006 – Cityakuten (TV-serie)
- 2005–2006 – The 4400 (TV-serie)
- 2007 – Mordet på Jesse James av ynkryggen Robert Ford
- 2007 – No Country for Old Men
- 2008–2009 – Terminator: The Sarah Connor Chronicles (TV-serie)
- 2009 – The Last House on the Left
- 2009 – Vägen
- 2010–2013 – Raising Hope (TV-serie)
- 2010 – The Last House on the Left
- 2010 – Winter's Bone
- 2012 – Looper
- 2013 – Twelve Years a Slave
- 2015–2017 – The Mindy Project (TV-serie)
- 2018 – Widows
- 2020 – Sergio
- 2022 – Ambulance